# Zunge
Zunge è il primo album in studio del cantante tedesco Till Lindemann, pubblicato il 3 novembre 2023.

## Descrizione
L'album è stato distribuito indipendentemente dall'artista e non attraverso la Universal Music Group, che ha sospeso la lunga collaborazione con il cantante e con i Rammstein a seguito delle accuse di natura sessuale mosse nei suoi confronti nello stesso anno (seppur sia stato riconosciuto innocente).
Degli undici brani, sei sono stati estratti come singoli. Il primo, l'omonimo Zunge, è stato diffuso l'8 settembre insieme al relativo video musicale, mentre il 29 dello stesso mese è uscito il cortometraggio NSL, volto a promuovere i tre singoli Nass, Schweiss e Lecker. Il quinto è stato Sport frei, presentato il 27 ottobre. Nel 2024 è uscito invece Übers Meer.

## Tracce
Testi di Till Lindemann.
1. Zunge – 4:35 (musica: Daniel Karelly)
2. Sport frei – 4:12 (musica: Sky van Hoff)
3. Altes Fleisch – 4:24 (musica: Sky van Hoff)
4. Übers Meer – 3:19 (musica: Till Lindemann)
5. Du hast kein Herz – 3:52 (musica: Sky van Hoff)
6. Tanzlehrerin – 4:22 (musica: Sky van Hoff)
7. Nass – 3:53 (musica: Daniel Karelly)
8. Alles für die Kinder – 3:50 (musica: Clemens Wijers)
9. Schweiss – 4:01 (musica: Sky van Hoff)
10. Lecker – 3:31 (musica: Daniel Karelly)
11. Selbst verliebt – 6:28 (musica: Daniel Karelly)

Edizione CD e LP
1. Ich hasse Kinder – 3:53 (musica: Sky van Hoff)

CD/LP bonus nella riedizione del 2025
1. Prostitution
2. Und die Engel singen
3. Meine Welt
4. Entre dos tierras
5. Und die Engel singen (Swarm Remix)
6. Meine Welt (Weltuntergang Remix by Aesthetic Perfection)
7. Und die Engel singen (Alas Caidas Remix by Hocico)
8. Übers Meer (Piano Version)
9. Lollipop

## Formazione
Hanno partecipato alle registrazioni, secondo le note di copertina:
Musicisti
- Till Lindemann – voce
- Daniel Karelly – strumentazione e cori aggiuntivi (tracce 1, 7, 10 e 11), voce aggiuntiva (traccia 10)
- Sky van Hoff – strumentazione (tracce 2, 3, 5, 6 e 9)
- Martin Te Laak – arrangiamento e direzione del coro (traccia 2)
- Aachener Kammenchor – coro (traccia 2)
- Lois Cass – programmazione e tastiera (traccia 4)
- Constantin Krieg – programmazione e tastiera aggiuntive (traccia 4)
- Clemens Wijers – cori aggiuntivi (traccia 8)

Produzione
- Daniel Karelly – produzione e missaggio (tracce 1, 7, 10 e 11)
- Sky van Hoff – produzione, ingegneria del suono e missaggio (tracce 2, 3, 5, 6 e 9)
- Marco Kollenz – montaggio aggiuntivo della voce (tracce 2, 3, 5 e 9), registrazione e ingegneria del coro (traccia 2)
- Marco Bayati – montaggio aggiuntivo della batteria (tracce 2, 3, 5 e 9), montaggio del coro (traccia 2)
- Lois Cass – produzione (traccia 4)
- Olsen Involtini – produzione (traccia 4), missaggio (tracce 4 e 8)
- Clemens Wijers – produzione e registrazione strumentazione (traccia 8)
- Svante Forsbäck – mastering

## Classifiche
| Classifica (2023) | Posizione massima |
| ----------------- | ----------------- |
| Austria           | 10                |
| Belgio (Fiandre)  | 79                |
| Germania          | 2                 |
| Svizzera          | 18                |

## Date di pubblicazione
| Paese  | Data di pubblicazione | Etichetta    | Formato                       | Note                 |
| ------ | --------------------- | ------------ | ----------------------------- | -------------------- |
| Mondo  | 3 novembre 2023       | Indipendente | Download digitale, streaming  | [ 8 ]                |
| Europa | 17 novembre 2023      | Indipendente | CD                            | [ 9 ]                |
| Europa | 1º dicembre 2023      | Indipendente | LP                            | [ 10 ]               |
| Europa | 26 settembre 2025     | Out of Line  | 2 CD, 2 MC, 2 LP (Zunge 2025) | [ 11 ] [ 12 ] [ 13 ] |